# Le Héros de la Marne
Pour plus de détails, voir Fiche technique et Distribution.
Le Héros de la Marne est un film français réalisé par André Hugon, sorti en 1938.

## Synopsis
Dans la Marne, peu avant la Première Guerre mondiale. Bernard Lefrançois, un paysan, est père de trois fils. Au cours d'une permission, Jean (l'aîné) rencontre Hélène, dont il est amoureux puis il repart rejoindre son régiment. Hélène tombe enceinte (ce que Jean qui est toujours à l'armée ignore). Le père Lefrançois refuse l'union entre Hélène et son fils ; méfiant, il pense qu'il s'agit d'un coup monté par le père d'Hélène, intéressé selon lui par son argent. Hélène part habiter chez une cousine à Amiens.
La guerre est déclarée et les Allemands prennent Amiens. Hélène (qui entretemps a mis son fils au monde) communique à l'état-major français des renseignements importants concernant l'ennemi. Surprise par les Allemands, elle échappe de peu au peloton d'exécution. La guerre s'éternisant, le père Lefrançois part combattre volontairement ; il devient aveugle à la suite d'une grave blessure. Alors que l'armistice vient juste d'être signé, Jean, devenu un as de l'aviation, est abattu avec son avion. Le père Lefrançois qui s'est attaché à Hélène et à son petit-fils, consent à l'union entre la jeune femme et son autre fils Pierre, lui aussi amoureux d'Hélène depuis toujours.

## Fiche technique
- Titre : Le Héros de la Marne
- Autre titre : La Famille Lefrançois
- Réalisation : André Hugon
- Scénario : André Hugon et Georges Fagot, d'après l'œuvre de Paul Achard
- Dialogues : Paul Achard
- Musique : Jacques Ibert
- Photographie : Marc Bujard
- Technicien du son : Marcel Royné
- Production : André Hugon - Les Films Cristal
- Directrice de production : Maggie Gillet
- Montage : Louise Mazier
- Décors : Émile Duquesne
- Pays d'origine : France
- Format : Noir et blanc - 1,37:1 - Mono - 35 mm
- Genre : Drame, guerre
- Durée : 93 minutes
- Date de sortie : 
  - France : 30 octobre 1938

## Distribution
- Raimu : Bernard Lefrançois
- Bernard Lancret : Jean Lefrançois
- Paul Cambo : Pierre Lefrançois
- Georges Paulais : Gallieni
- Germaine Dermoz : Suzanne Lefrançois
- Jacqueline Porel : Hélène Bardin
- Albert Bassermann : Colonel von Gelow
- Camille Bert : Hans
- Georges Péclet : Jules Védrines
- Édouard Delmont : le père Bardin
- Pierre-Louis : Quentin Lefrançois
- Denis d'Ines : l'abbé Riton
- Jean Toulout : l'officier allemand
- Fransined : le Marseillais
- Catherine Fonteney : l'infirmière
- Jean Mercure : le jeune mobilisé
- Fernand Fabre : l'officier prisonnier
- Lise Florelly : la servante
- Palmyre Levasseur : l'hôtelière
- Georges Bever : l'instituteur
- André Nox : le maire
- Jean Buquet : l'enfant
- Paul Marthès : le curé
- Suzanne Desprès
- Robert Didry
- Pierre François
- Philippe Janvier
- Pierre Nay
- Titys

## Autour du film
Pendant la Première Guerre mondiale, Raimu a été réformé et n'a donc pas participé aux combats, ce que n'a pas manqué de relever ironiquement Henri Jeanson, dans sa chronique intitulée « Quand M. Jules Raimu joue rétrospectivement les Héros de la Marne », parue dans le journal La Flèche le 16 décembre 1938.